# Христо Бойчев
 Тази статия е за драматургът.  За революционера вижте Ичко Бойчев.  
Христо Димитров Бойчев е български писател, драматург и сценарист, удостоен е с орден „Св. св. Кирил и Методий“.

## Биография
Pоден е на 5 март 1950 г. Завършва Института по машиностроене в Русе през 1974 г. Работи като главен механик на завод до 1985 г. учи театрознание във ВИТИЗ „Кр. Сарафов“ (1985 – 1989).
През 1989 г. получава наградата „Драматург на годината“, а през 2016 г. за големите му заслуги в развитието на културата е удостоен с държавния орден „Св. св. Кирил и Методий“ първа степен.
През 1996 г. в тандем с Иван Кулеков е кандидат за президент на Република България. Води пародийно-комедийна предизборна кампания, в резултат на която получава 57 668 гласа. До 1997 г. негови пиеси са играни във всички български театри.
През 1997 г. печели наградата в международния конкурс на Британския съвет с пиесата си „Полковникът птица“, връчена му от Харолд Пинтър. Пиесата „Полковникът птица“ е поставяна в световноизвестни театри, между които са „Theatre de la Commune d’Aubervilliers“ – Париж, Каталунски национален театър – Барселона, Театър на Таганка – Москва, Гейт театър – Лондон, театър „Катр Су“ – Монреал, театър „На Забрадли“ – Прага, Франкфурт Шаушпиле и пр. На 23 май 2009 г. Христо Бойчев отбелязва 40-а държава (Катар), в която са поставени пиесите му.
През 2014 г. Христо Бойчев получава награда за принос към българската култура и изкуство „Златно перо“.
Обявен е за почетен гражданин на Полски Тръмбеш през 2004 г.
От личния сайт на Бойчев могат да бъдат изтеглени негови пиеси.

## Филмография
- Живи комини (2018) - Йорджето